# Río Jijia
El Jijia (en ucraniano: Жижія, romanizado: Zhyzhiya) es un río en Ucrania y la región de Moldavia de Rumania. Nace en Ucrania a una altitud de 410 metros, fluye hacia el sur en el condado de Botoșani a través de la ciudad de Dorohoi y se encuentra con elPrut en Gorban, condado de Iași. Tiene una longitud de 287 km, de los que 275 km discurren por Rumania, y un área de drenaje de aproximadamente 5.770 km², de los que 5. 557 km² están en Rumania. Los principales afluentes son los ríos Sitna, Miletin y Bahlui

## Afluentes
Los siguientes ríos son afluentes del río Jijia (desde la fuente hasta la desembocadura): 
- Izquierda: Tinca, Pârâul lui Martin, Bezerc, Putreda, Tălpeni, Savescu, Ibăneasa, Ghiţălăria, Buzunosu, Găinăria, Guranda, Gard, Mihăiasa, Ciornohal, Glăvăneşti, Iepureni, Hărbărău, Puturosul, Pop, Frasin .

- Derecha: Buhai, La Iazul cel Mare, Parul, Valea Iazurilor, Lunca, Drâslea, Sitna, Aluza, Miletin, Jijioara, Jirinca, Bahlui, Tamarca, Comarna, Covasna